# Milli Vanilli
Milli Vanilli (рус. Ми́лли Вани́лли) — немецкая поп-группа, дуэт, проект Фрэнка Фариана. Группа выпустила дебютный альбом, после выхода которого музыканты, входившие в состав группы, получили премию «Грэмми». «Милли Ванилли» являлись одной из самых популярных групп конца 1980-х — начала 1990-х. Их деятельность была приостановлена скандалом, в результате которого выяснилось, что вокальные партии, использованные в треках, принадлежат другим исполнителям.
В 1998 году, спустя 10 лет после выхода дебютного альбома группы, один из её солистов, Роб Пилатус, умер от неправильного применения антидепрессантов.

## История

### Создание
Группа Milli Vanilli была создана в 1988 году Фрэнком Фарианом, автором и продюсером, известным несколькими популярными музыкальными проектами, в том числе Boney M. Фариан нанял американских вокалистов Чарльза Шоу (Charles Shaw), Джона Дэвиса (John Davis), Брэда Хауэлла (Brad Howell также известен по работе в проектах Supermax, London Aircraft, Chilly и некоторых других) и сестёр Джоди и Линду Рокко (Jodie & Linda Rocco). В течение восьми месяцев на базе принадлежащей Фариану студии в Розбахе (предместье Франкфурта) был записан материал для нового проекта, получившего название «Milli Vanilli». В песнях запоминающиеся мелодии сочетались с рэп-вставками и жёстким электронным звучанием. Во многом это была новаторская, экспериментальная работа.
Внешность главных исполнителей (обоим на тот момент было около 40 лет) была сочтена не соответствующей требованиям молодёжной аудитории, на которую был ориентирован проект, поэтому для съёмок первого дебютного видео были привлечены молодые танцоры с модельной внешностью Роберт Пилатус (Robert Pilatus) и Фабрис Морван (Fabrice Morvan). Танцоры сами предложили свои услуги. Пилатус, ранее снимавшийся в качестве статиста для видео одного из проектов Фариана, пришёл в офис FAR Music на правах давнего партнёра и представил своего друга Фабриса, после чего Фариан подписал контракт с танцорами для «визуального представления» нового проекта. По словам самого Фариана, он собирался использовать их для съёмок видео и поддержки в дэнс-клубах, но во время съёмок дебютного видео танцоры по собственной инициативе стали изображать пение. Когда из-за опоздания самолёта продюсер прибыл на студию, съёмки уже были закончены; присутствующие были в восторге от результата и единодушно поздравляли Фариана с новым перспективным проектом. По этой причине он решился на подмену, поддавшись на уговоры своих ассистентов: танцоры стали «петь» под фонограмму, записанную другими вокалистами. В 2007 году в интервью немецким СМИ Фариан сказал: «Я соблазнился работой, которую не следовало бы затевать».

### Популярность
Для рекламы проекта был организован интенсивный тур по модным европейским клубам, в результате чего интерес аудитории к Milli Vanilli резко возрос. После успеха первого сингла и видео, которое занимало лидирующие позиции в Германии и в некоторых других странах, в середине 1988 года в Европе вышел дебютный альбом All or Nothing («Всё или ничего»).
Успех группы привлёк внимание президента американского рекорд-лэйбла Arista Records Клайва Дэвиса, который предложил группе договор на продвижение в США. Во втором американском переиздании компания Фариана заменила несколько треков на новые (в том числе песню «Blame It on the Rain», написанную Дайан Уоррен), и переименовала альбом в Girl You Know It’s True. Обновлённая и ремиксированная версия альбома была выпущена в начале 1989 года в США.
Первый американский сингл «Girl You Know It’s True» стал № 2 в Billboard Hot 100. Американская версия альбома стала шестикратно платиновой, породив 3 хита № 1 . В общей сложности 5 композиций альбома попали в Top5 Billboard Hot 100. Английский релиз под названием 2 X 2 содержал оригинал альбома и ремикс — альбом. Он также получил платиновый статус. С выходом последующих синглов на международный рынок — «Baby Don’t Forget My Number», «Girl I’m Gonna Miss You» и «Blame It on the Rain», — группа закрепила успех. Все три песни возглавляли чарт Billboard Hot 100. Пятый и последний сингл, «All or Nothing», попал в первую пятерку Billboard. В 1990 году группа получила «Грэмми» в категории «Лучший новый исполнитель», а также 3 награды American Music Awards. В 1991 году альбом Girl You Know It’s True достиг 10-кратно платинового статуса в Канаде. За это Фрэнку Фариану и его студийной команде был вручён бриллиантовый диск. Подобного статуса на тот момент смогли достичь всего лишь несколько исполнителей мирового уровня (Майкл Джексон, Селин Дион и некоторые другие).
«Поп-король» Майкл Джексон лично звонил Фариану с просьбой помочь с продюсированием своего нового альбома, учитывая тот факт, что альбом Milli Vanilli «Girl, You Know It's True» побил рекорд легендарного «Thriller» 1982 года по количеству хитов N1. Однако Фариан отказался, сославшись на занятость в своих проектах. «Ко всему прочему я привык быть маленьким диктатором в отношении своих артистов и доминировать в принятии окончательных решений, чего с Майклом Джексоном вряд ли можно было бы ожидать», - сказал Фариан в интервью телекомпании ARD, снимавшей документальный фильм о его карьере в шоу-бизнесе.

### Скандал
Первые подозрения в том, что группа выступает под фонограмму, появились в конце 1989 года во время концерта группы в парке Lake Compounce в Бристоле, штат Коннектикут. Во время выступления, из-за сбоя в работе жёсткого диска с цифровой записью песни «Girl You Know It’s True», фраза «Girl, you know it’s…» многократно повторялась. Какое-то время участники продолжали танцевать, но в итоге были вынуждены покинуть сцену. В программе VH1 Behind the Music, посвященной Milli Vanilli, виджей MTV Джули Браун сказала, что фанаты вообще не поняли, что произошли технические неполадки, и концерт продолжился как ни в чём не бывало. Однако некоторые СМИ упомянули об инциденте в своих публикациях.
В отличие от европейского релиза All or Nothing, на американском диске было указано, что голоса принадлежат Морвану и Пилатусу. Это спровоцировало Чарльза Шоу сказать автору нью-йоркской Newsday Джону Лилэнду в декабре 1989 года, что он был одним из трёх вокалистов на дебютном альбоме Milli Vanilli, в то время как Пилатус и Морван вообще не пели. По слухам, Фариан заплатил Шоу 150.000 долларов, чтобы тот взял свои слова назад, однако это не помогло остановить нападки прессы. Кроме того, Морван и Пилатус выдвигали требования к продюсеру, чтобы на следующем альбоме звучали именно их голоса. Вопреки запрету Фариана поп-дуэт начал гастрольное турне в США со своей командой тур-менеджеров, где и произошёл упомянутый выше инцидент со сбоем фонограммы. После записи второго альбома «Keep On Running» продюсер решил раскрыть карты, чтобы вывести на сцену состав реальных вокалистов, дополнив его парой молодых исполнителей с привлекательной внешностью. 15 ноября 1990 года на пресс-конференции в Нью-Йорке Фариан заявил, что Морван и Пилатус действительно не пели на записях группы. В результате давления американской прессы четыре дня спустя танцоры добровольно вернули награду «Грэмми» организаторам церемонии (три награды American Music Awards остались в комнате трофеев Фрэнка Фариана, так как их никто не отзывал). Arista Records расторгла контракт с группой, изъяв их альбом из своего музыкального каталога.
После обнародования скандальных подробностей о функционировании проекта, Пилатусу, Морвану и Arista Records предъявили 26 исков по защите прав потребителей. В частности, 22 ноября 1990 года в Огайо от имени гражданки, проживавшей в округе Кейахога и купившей Girl You Know It’s True, юристы подали коллективный иск с требованием компенсаций. Согласно оценкам на тот момент, в Огайо этот альбом купили уже как минимум 1000 резидентов. 12 августа 1991 года предложение урегулировать во внесудебном порядке аналогичный иск в Чикаго, Иллинойс, было отклонено. Отклонённое соглашение возместило бы покупателям стоимость дисков, кассет, виниловых пластинок или синглов с записями Milli Vanilli в виде кредита на покупку будущих изданий Arista Records. 28 августа было принято новое соглашение, по которому были возмещены не только стоимость купленных записей Milli Vanilli, но и стоимость концертных билетов. Кроме того, получившие компенсацию смогли оставить записи себе. Предполагается, что около 10 миллионов человек имели право на эту компенсацию. Жалобы принимались до 8 марта 1992 года. Но несмотря на скандал и частичный возврат продукции, реальное число оставшихся на руках альбомов и синглов поп-дуэта превысило 44 миллиона копий. В апреле 2013, анонсируя выход автобиографии в интервью журналу Rolling Stone, Клайв Дэвис сказал: «…Никто не понёс пластинки Milli Vanilli назад в магазины, их хит „Blame It on the Rain“ просто гремел. Думаю, большой скандал раздули ушлые юристы, которые поняли, что появился шанс подзаработать».
В 1997 году Роб Пилатус, пристрастившийся к наркотикам и попавший в тюрьму Лос-Анджелеса за вандализм, запросил помощи у Фрэнка Фариана. Танцор умолял продюсера вернуть его в шоу-бизнес. Фариан внёс залог размером 120 000 долларов и отправил бывшего подопечного на реабилитацию в престижную клинику. После выписки Пилатус продолжал амбулаторное лечение с помощью антидепрессантов. Идея возрождения прибыльного проекта понравилась звукозаписывающему лейблу BMG и был дан «зелёный свет» на производство третьего альбома Milli Vanilli Back And In Attack с уже реально поющими танцорами. Однако 2 апреля 1998 Роб Пилатус был обнаружен мёртвым в номере своего отеля во Фридрихсдорфе (пригород Франкфурта). По заключению судмедэкспертов, смерть наступила в результате неосторожного применения прописанного Пилатусу антидепрессанта. Танцор запивал лекарство алкоголем, чего категорически нельзя было делать. В результате у Пилатуса открылось обильное внутреннее кровотечение, и он даже не смог позвать на помощь. Известие о смерти Роба Пилатуса появилось буквально за два дня до начала промотура в поддержку нового альбома. В результате Фрэнк Фариан принял решение не выпускать уже готовый материал и закрыл проект.

## Фильмы
История сенсационного взлёта и падения Milli Vanilli неизменно привлекает кинодокументалистов и постановщиков художественных фильмов. Именно с рассказа о Milli Vanilli на VH1 стартовал популярный сериал о самых резонансных событиях в поп/рок-музыке Behind The Music (1997). Множество других мировых телеканалов демонстрировали программы и телесюжеты о поп-дуэте, включая стриминговый сервис Опры Уинфри OWNTV.
В 2016 году франко-германский телеканал ARTE показал новый документальный фильм под названием MILLI VANILLI: From Fame To Shame, который впоследствии был издан на DVD с дополнительными материалами.
В июне 2023 года на кинофестивале Tribeca в Нью-Йорке состоялась мировая премьера полнометражного документального фильма MILLI VANILLI, снятого американским режиссёром Люком Коремом. После этого было объявлено, что фильм приобрела одна из крупнейших мировых стриминговых платформ Paramount+. Байопик доступен для просмотра с 24 октября 2023 года.
В феврале 2007 года крупнейшая голливудская кинокомпания Universal Pictures объявила о начале работы над экранизацией сенсационной истории взлёта и падения MILLI VANILLI. Сценарист и режиссёр Джефф Натансон (Jeff Nathanson), известный по фильмам «Поймай меня, если сможешь» и «Час Пик», привлёк к работе кинопродюсера из «высшей лиги» Голливуда Кэтлин Кеннеди (Kathleen Kennedy работала над всеми успешными проектами Стивена Спилберга), бывшего танцора дуэта Фабриса Морвана (Fab Morvan) и одного из участников студийной команды MV Джона Дэвиса ('John Davis').
«Меня всегда приводили в восхищение истории о всяческих аферах. Но этот случай является неповторимым! Двое парней путём надувательства умудрились реализовать 30 млн копий синглов и 11 млн альбомов, а потом стали величайшим посмешищем индустрии развлечений, — сказал Натансон в интервью журналу Variety. — Фабрис всегда с осторожностью относился к Голливуду и не хотел давать добро на съёмки фильма, пока не понял, что я хочу рассказать эту историю с точки зрения участников дуэта».
Сообщалось, что Фабрис Морван одобрил идею фильма о Milli Vanilli и был привлечён в качестве консультанта. Также было получено разрешение на съёмки от распорядителей имущества умершего Роба Пилатуса. Весной 2009 года в прессу просочилась информация, что Universal Pictures намерена привлечь в качестве режиссёра предполагаемого фильма известного постановщика блокбастеров «Час Пик», «Красный Дракон» и «Люди Икс» Бретта Ратнера.
В феврале 2011 года в СМИ появились сообщения, что съёмочная группа фильма будет полностью реформирована, а также претерпит изменения сценарий. Согласно информации портала SingersRoom News режиссёром фильма должен был стать лауреат премии Оскар немец Флориан Галленбергер. В конце мая 2011 голландский информационный портал nu.nl сообщил, что сопродюсером картины должен стать создатель Milli Vanilli Фрэнк Фариан, так как именно он обладает всеми правами на марку и музыку группы. В ноябре 2011 в немецких СМИ появилась информация об отмене проекта. Инсайдеры киноиндустрии в неофициальных комментариях сообщали о разногласиях, возникших по поводу окончательной редакции сценария. В то же время упоминалось о том, что ещё несколько кинокомпаний были готовы взяться за экранизацию. В частности называлась компания Paramount Pictures, предлагавшая Фрэнку Фариану вариант производства многосерийного телефильма с условием полного выкупа прав на историю. Однако Фариан отказался от такой сделки и продолжает контролировать все права на бренд MILLI VANILLI.
В начале июня 2012 года СМИ сообщили, что проект должен возобновиться в первоначальном виде (со сценарием Джеффа Натансона и режиссурой Бретта Ратнера) на базе всё той же Universal Pictures. На одну из главных ролей был приглашён французский актёр Омар Си (Omar Sy) . Ориентировочно выпуск фильма на экраны был должен состояться не ранее 2014 года, но этого так и не произошло. Ратнер на несколько лет отошёл от активной работы в Голливуде из-за обвинений нескольких актрис в его адрес относительно сексуальных домогательств. Однако, несмотря на громкий скандал, веских доказательств предъявлено не было и режиссёр вернулся к работе в конце 2020 года.
В феврале 2021 года Бретт Ратнер объявил, что проект с байопиком Milli Vanilli будет запущен в производство, а его анонс для кинопрокатчиков состоится весной того же года на международном кинорынке. Однако вскоре из-за бурных протестов активисток феминистского движения #MeToo, обвинявших Ратнера в харрасменте, проект был заморожен. Позже Ратнер заявил, что несмотря на разрыв отношений с Universal и Warner Brothers из-за этого секс-скандала, у него имеется целый список независимых инвесторов, готовых финансировать съёмки.
В конце августа 2022 года крупнейшая независимая европейская кинокомпания LEONINE Studios объявила, что готовит к выпуску новый байопик о Milli Vanilli под названием Girl, You Know It's True. Это совместный полностью англоязычный проект, созданный кинематографистами Германии, Франции, ЮАР и США. В качестве со-продюсеров и консультантов съёмочной группе удалось привлечь максимальное количество участников студийной команды и менеджмента Milli Vanilli, включая основателя поп-дуэта и владельца прав на музыкальный материал Фрэнка Фариана. Показы фрагментов будущего фильма для прессы состоялись на Берлинском кинорынке в феврале 2023 года и вызвали ажиотаж. Международный дистрибьютер Voltage Pictures с головным офисом в США объявил, что приобрёл права на мировой прокат сразу после ознакомления со сценарием и назначил премьеру на 21 декабря 2023 года.
Прокат фильма стартовал в конце декабря 2023 года в Германии, Австрии и Швейцарии. 28 марта 2024 байопик вышел на экраны испанских кинотеатров. 19 апреля 2024 немецкое подразделение глобального стримингового видеосервиса Amazon Prime запустило прокат фильма на своей платформе. С 3 мая 2024 фильм доступен в Германии на физических носителях (DVD и Blu-ray).
В декабре 2023 года, за 4 недели до своей смерти, Фрэнк Фариан дал интервью немецкой газете Saarbrücker Zeitung, в котором сказал, что не слишком доволен интерпретацией этой истории создателями фильма. Несмотря на то, что он был со-продюсером байопика, Фариан не вмешивался в творческий процесс, оставив за собой лишь производство саундтрека. «Правды там менее чем на 80%, а смерть Роберта Пилатуса вообще отображена неверно. Поэтому я предпочёл дистанцироваться от этой работы», – сказал создатель Milli Vanilli. При этом Фариан отметил работу актёра Маттиаса Швайгхёфера, который играл его роль. Тем не менее, в январе 2024 «Girl You Know It's True» был назван лучшим фильмом года по решению членов жюри Баварской киноакадемии, за что получил соответствующую награду. Актёры Тиджан Нджай и Элан Бен Али, сыгравшие роли Фаба Морвана и Роба Пилатуса, также были отмечены наградами как лучшие дебютанты. Позже фильм был номинирован в 4 позициях на получение немецкого аналога американского Oscar, премии LOLA, получив, в итоге, 2 награды. Одновременно со стартом фильма в кинотеатрах медиагигант Sony Music, распространяющий продукцию рекорд-лейбла Фариана MCI, выпустил в продажу новый сборник лучших хитов Milli Vanilli, а чуть позже саундтрек к байопику Girl You Know It's True. Аудиоматериал вышел на всех типах физических носителей (виниловые диски, компакт-кассеты и CD), а также распространяется через крупнейшие цифровые платформы по продажам музыкального контента и стриминговые сервисы. Также был анонсирован выход невыпущенного ранее материала проекта Milli Vanilli, который будет доступен позже.

## Опера
7 мая 2011 года прошла открытая репетиция американской авангардной оперы о Milli Vanilli за кулисами гигантского зала The Watermill Center (Watermill, New York, USA), где было показано несколько сцен для прессы и театральных критиков. Авторами оперы являются режиссёр Дэвид Левин (David Levine), композитор Джо Дайбс (Joe Dibes) и поэт Кристиан Хоуки (Christian Hawkey). Ранее они уже прославились своими необычными перформансами, в том числе в Европе.
По замыслу авторов, зрителей ожидала причудливая смесь «Фауста» Гёте и библейских сюжетов в новой реинкарнации. Например, в одной из сцен толпа «распинает» провинившихся псевдовокалистов Морвана и Пилатуса, а хор поёт им анафему, олицетворяя кровожадную прессу, которая ещё вчера обожествляла поп-дуэт… В кульминационной части воспроизводились реплики посетителей YouTube, которые спустя 20 лет после скандала пересматривают клипы Milli Vanilli и рассуждают в своих комментариях о том, что это было за явление и правильно ли поступило общество, морально уничтожившее этих жертв машины шоу-бизнеса. Премьера оперы состоялась в Нью-Йорке 23 января 2014 года в зале Brooklyn's BRIC House.

## Дискография
- 1988 — All or Nothing (HANSA, Germany)
- 1988 — Girl You Know It’s True (Arista, USA)
- 1988 — 2 X 2 (UK)
- 1989 — All Or Nothing — The U.S.-Remix Album (ARISTA/HANSA, USA/Germany)
- 1998 — Back And In Attack (MCI) — не опубликован

The Real Milli Vanilli
- 1991 — The Moment of Truth